# Jay Cassidy
Jay Lash Cassidy (Chicago, 7 agosto 1949) è un montatore statunitense, nominato all'Oscar al miglior montaggio nel 2008 per Into the Wild - Nelle terre selvagge e nel 2013 per Il lato positivo - Silver Linings Playbook.
Oltre che per Into the Wild - Nelle terre selvagge, con Penn aveva già collaborato in precedenza nei film Lupo solitario, Tre giorni per la verità e La promessa.
Tra gli altri film di cui ha curato il montaggio, vi sono Insoliti criminali, The Assassination e il documentario Una scomoda verità.

## Filmografia parziale
- Lupo solitario (The Indian Runner), regia di Sean Penn (1991)
- Brainscan - Il gioco della morte (Brainscan), regia di John Flynn (1994)
- Tre giorni per la verità (The Crossing Guard), regia di Sean Penn (1995)
- Insoliti criminali (Albino Alligator), regia di Kevin Spacey (1996)
- Urban Legend, regia di Jamie Blanks (1998)
- La promessa (The Plegde), regia di Sean Penn (2001)
- Tuck Everlasting - Vivere per sempre (Tuck Everlasting), regia di Jay Russell (2002)
- The Assassination (The Assassination of Richard Nixon), regia di Niels Mueller (2004)
- Una scomoda verità (An Inconvenient Truth), regia di Davis Guggenheim (2006) - documentario
- Into the Wild - Nelle terre selvagge (Into the Wild), regia di Sean Penn (2007)
- Brothers, regia di Jim Sheridan (2009)
- Conviction, regia di Tony Goldwyn (2010)
- Solo per vendetta (Seeking Justice), regia di Roger Donaldson (2011)
- Il lato positivo - Silver Linings Playbook (Silver Linings Playbook), regia di David O. Russell (2012)
- American Hustle - L'apparenza inganna (American Hustle), regia di David O. Russell (2013)
- Foxcatcher - Una storia americana (Foxcatcher), regia di Bennett Miller (2014)
- Fury, regia di David Ayer (2014)
- Joy, regia di David O. Russell (2015)
- Il tuo ultimo sguardo (The Last Face), regia di Sean Penn (2016)
- Thank You for Your Service, regia di Jason Hall (2017)
- A Star Is Born, regia di Bradley Cooper (2018)
- Birds of Prey e la fantasmagorica rinascita di Harley Quinn (Birds of Prey and the Fantabulous Emancipation of One Harley Quinn), regia di Cathy Yan (2020)
- Amsterdam, regia di David O. Russell (2022)
- The Burial - Il caso O'Keefe (The Burial), regia di Maggie Betts (2023)